# نائب رئيس بوروندي
نائب رئيس جمهورية بوروندي (بالانجليزية: vice-president of the Republic of Burundi) هو منصب سياسي رفيع في الحكومة البوروندية، يُعد بمثابة النائب الدستوري لرئيس الجمهورية. أُنشئ المنصب في يونيو عام 1998 بموجب الدستور الانتقالي الذي تم اعتماده كجزء من الجهود الرامية إلى إعادة الاستقرار السياسي والعرقي إلى البلاد، في أعقاب الحرب الأهلية التي اندلعت في تسعينيات القرن العشرين.
حل هذا المنصب محل منصب رئيس الوزراء، الذي تم إلغاؤه في نفس الفترة، ليصبح نائب الرئيس المساعد الرئيسي لرئيس الدولة في تسيير شؤون البلاد.

## الخلفية الدستورية
جاء استحداث منصب نائب الرئيس في إطار إصلاحات سياسية ودستورية كانت تهدف إلى معالجة الانقسامات العرقية والسياسية في بوروندي. وقد نص الدستور الانتقالي لعام 1998 على تعيين نائبين للرئيس، أحدهما من عرقية الهوتو والآخر من التوتسي، وذلك لضمان التوازن العرقي في السلطة التنفيذية.
ووفقًا لهذا الترتيب، كان النائب الأول مسؤولًا عن الشؤون السياسية والإدارية، بينما كان النائب الثاني مكلفًا بالملفات الاقتصادية والاجتماعية. كانت هذه التوزيعة تعكس محاولة لتقاسم السلطة بشكل متكافئ بين المكونات الاجتماعية الرئيسية في البلاد.

## التعديلات الدستورية في 2018
في عام 2018، تم اعتماد دستور جديد عبر استفتاء شعبي، وقد تضمّن إصلاحات جوهرية، من بينها إلغاء منصب النائب الثاني للرئيس، ليبقى فقط نائب واحد للرئيس يُعين من قبل رئيس الجمهورية بموافقة البرلمان. تزامن ذلك مع إعادة إحياء منصب رئيس وزراء بوروندي، مما غيّر ملامح السلطة التنفيذية في البلاد.
وبموجب الدستور الجديد، أصبح نائب الرئيس مسؤولًا عن تنسيق أنشطة الحكومة، ويمارس مهامه بتفويض من رئيس الجمهورية، كما يحلّ محله في حالة غيابه المؤقت، مع عدم امتلاكه لصلاحيات تنفيذية مطلقة.

## الصلاحيات
تختلف صلاحيات نائب الرئيس حسب المرحلة الدستورية التي تمر بها البلاد، ويمكن تلخيص أبرزها بما يلي:
- مساعدة رئيس الجمهورية في الإشراف على عمل الحكومة.
- تمثيل الرئيس في المهام الرسمية أو عند غيابه المؤقت.
- الإشراف على ملفات محددة بحسب التكليف الرئاسي (سواء كانت سياسية، إدارية، اقتصادية أو اجتماعية).
- التنسيق بين الوزارات المختلفة ضمن السلطة التنفيذية.
- لعب دور توافقي في الحكومة لضمان استقرار التحالفات العرقية والسياسية.

## قائمة نواب رؤساء بوروندي

### بين عامي 1998 و2018 (نائبان للرئيس)
في هذه الفترة، كان هناك نائب أول ونائب ثانٍ، يمثلان مختلف المكونات العرقية:
- فستون بايونغور – النائب الأول (1998)
- أسماء إضافية يمكن إدراجها لاحقًا بعد توسيع القسم بمصادر دقيقة.

### من عام 2018 حتى الآن (نائب واحد للرئيس)
- باسكال نيابيندا – تولى المنصب في يونيو 2020، ويُعد أول نائب رئيس يتم تعيينه بموجب الدستور الجديد.

## العلاقة مع مناصب أخرى
يعمل نائب الرئيس بالتوازي مع رئيس وزراء بوروندي (بعد إحياء المنصب في 2018)، ما يجعل من النظام السياسي في بوروندي قائمًا على توزيع موسّع للسلطة داخل الجهاز التنفيذي. وتُعد العلاقة بين هذه المناصب أساسية في ضمان الاستقرار السياسي وتنفيذ البرامج الحكومية.